# Bad Traunstein
Bad Traunstein (dříve Traunstein [im Waldviertel]) je městys v Rakousku ve spolkové zemi Dolní Rakousy v okrese Zwettl. Žije v něm přibližně 1 000 obyvatel.

## Historie
První písemná zmínka o Bad Traunsteinu je z roku 1361. V roce 1371 ještě sice byl obyčejná obec, ale zato měl již faru a byl sídlem soudu.
Od roku 2006 vzplanul mezi Traunsteinem a sousedním městysem Ottenschlagem konkurenční boj ve zdravé turistice, ve kterém si Traunstein zajistil náskok. Tak zde byly po osmnácti měsících výstavby, dne 12. října 2008, otevřeny hejtmanem Dolních Rakous, Erwinem Pröllen, lázně za 18 milionů €. Díky tomu městys zažádal 9. září 2009 o přejmenování z Traunstein na Bad Traunstein. Od 20. května 2010 mu správní úřad Dolních Rakous umožnil nazývat se tak oficiálně.

## Geografie
Bad Traunstein se nachází v západní části spolkové země Dolní Rakousy. Leží asi 25 km jižně od Zwettlu. Jeho rozloha činí 47,45 km², z nichž 58,8 % je jich zalesněných. Nejvyšší bod území městysu se nazývá Wachtstein, jehož vrchol má nadmořskou výšku 958 m. Je z něj výhled na celý region Waldviertel.

### Členění
Území městyse Bad Traunstein se skládá ze čtrnácti částí (v závorce uveden počet obyvatel k 1.1.2015):
- Bad Traunstein (309)
- Biberschlag (36)
- Dietmanns (80)
- Gürtelberg (11)
- Haselberg (39)
- Hummelberg (75)
- Kaltenbach (81)
- Pfaffings (39)
- Prettles (20)
- Schönau (59)
- Spielberg (89)
- Stein (90)
- Walterschlag (26)
- Weidenegg (93)

## Osobnosti
- Josef Elter (1926-1997), farář a sochař

## Galerie

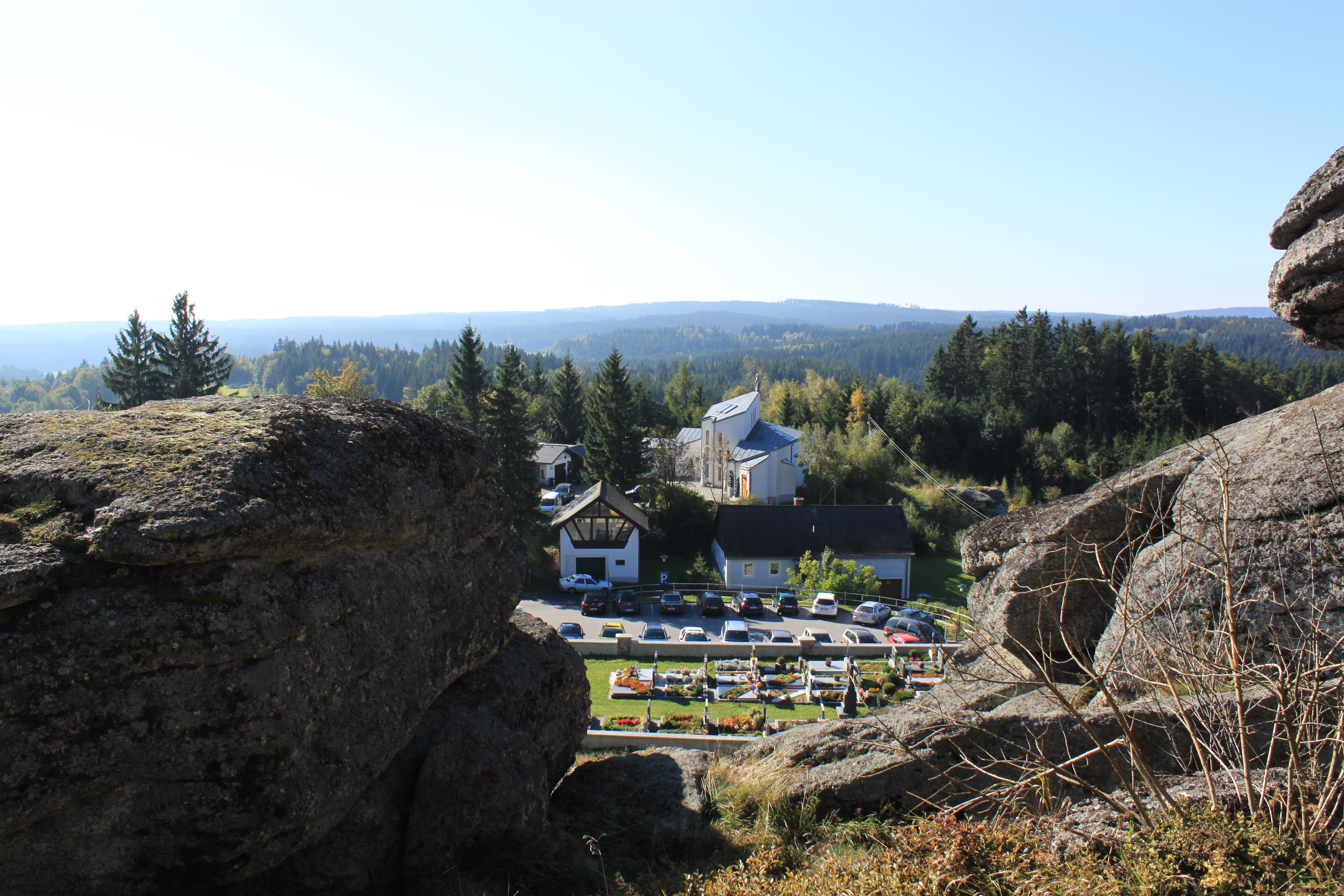
Pohled na Bad Traunstein z Wachsteinu
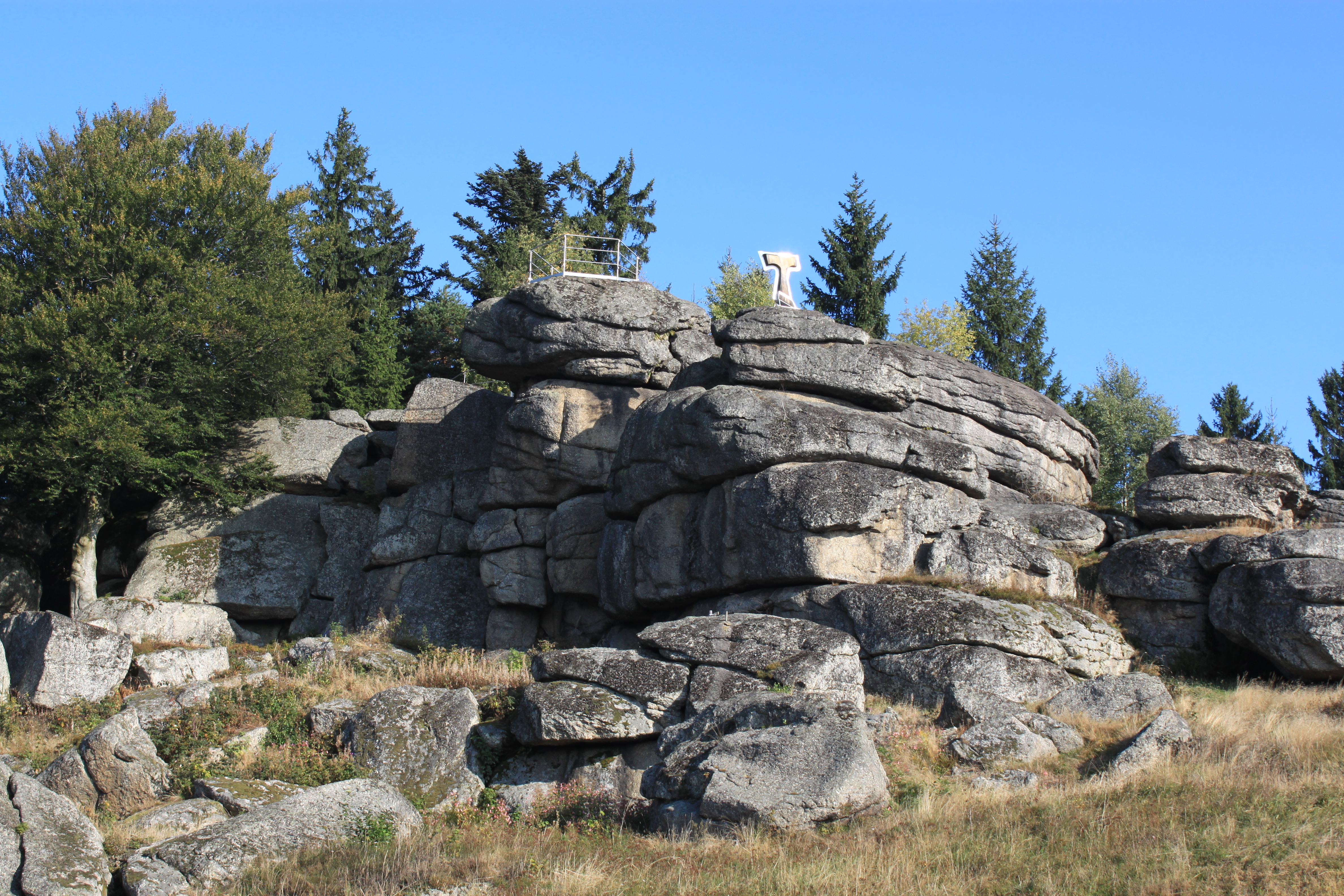
Wachstein
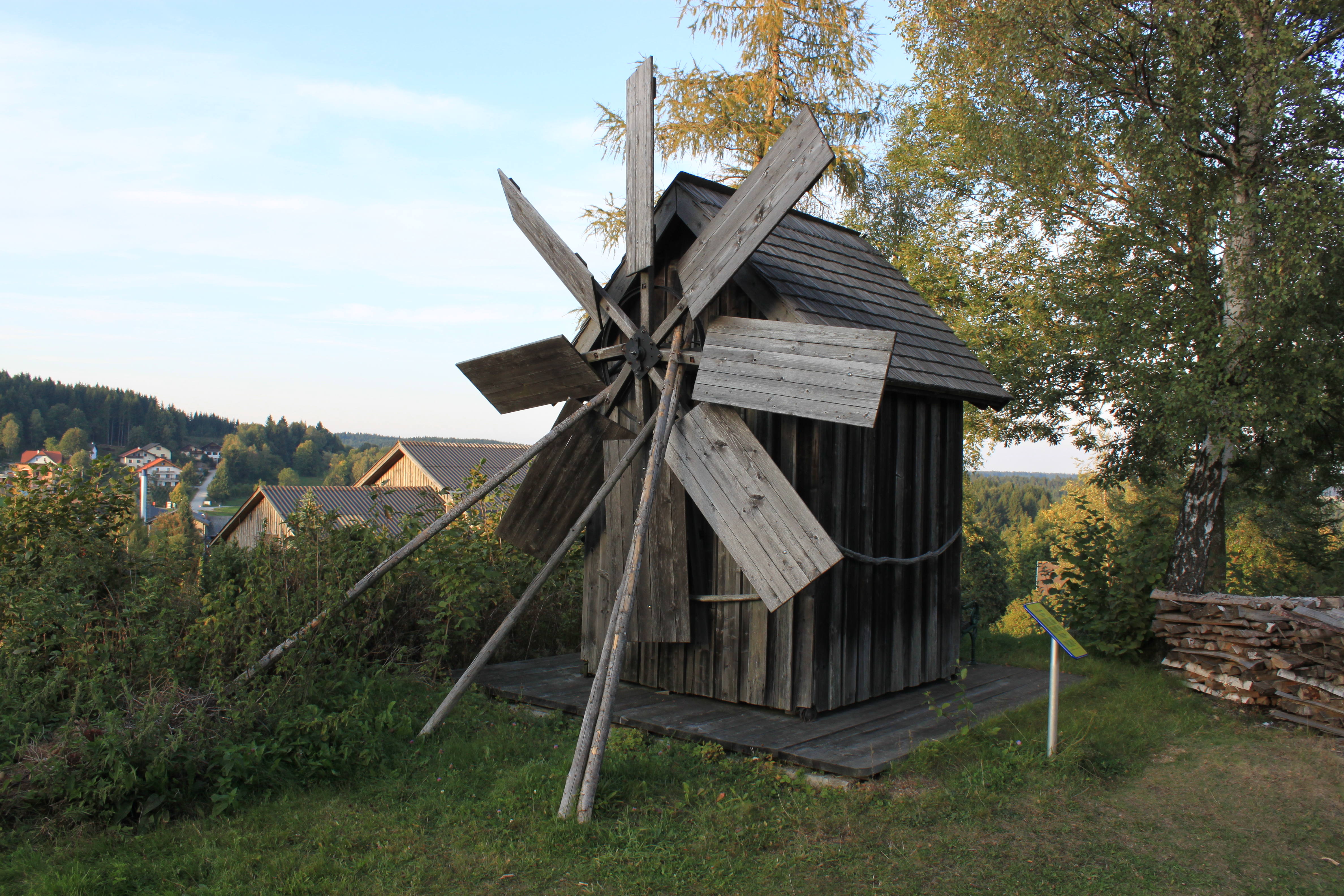
Větrný mlýn v Bad Traunsteinu
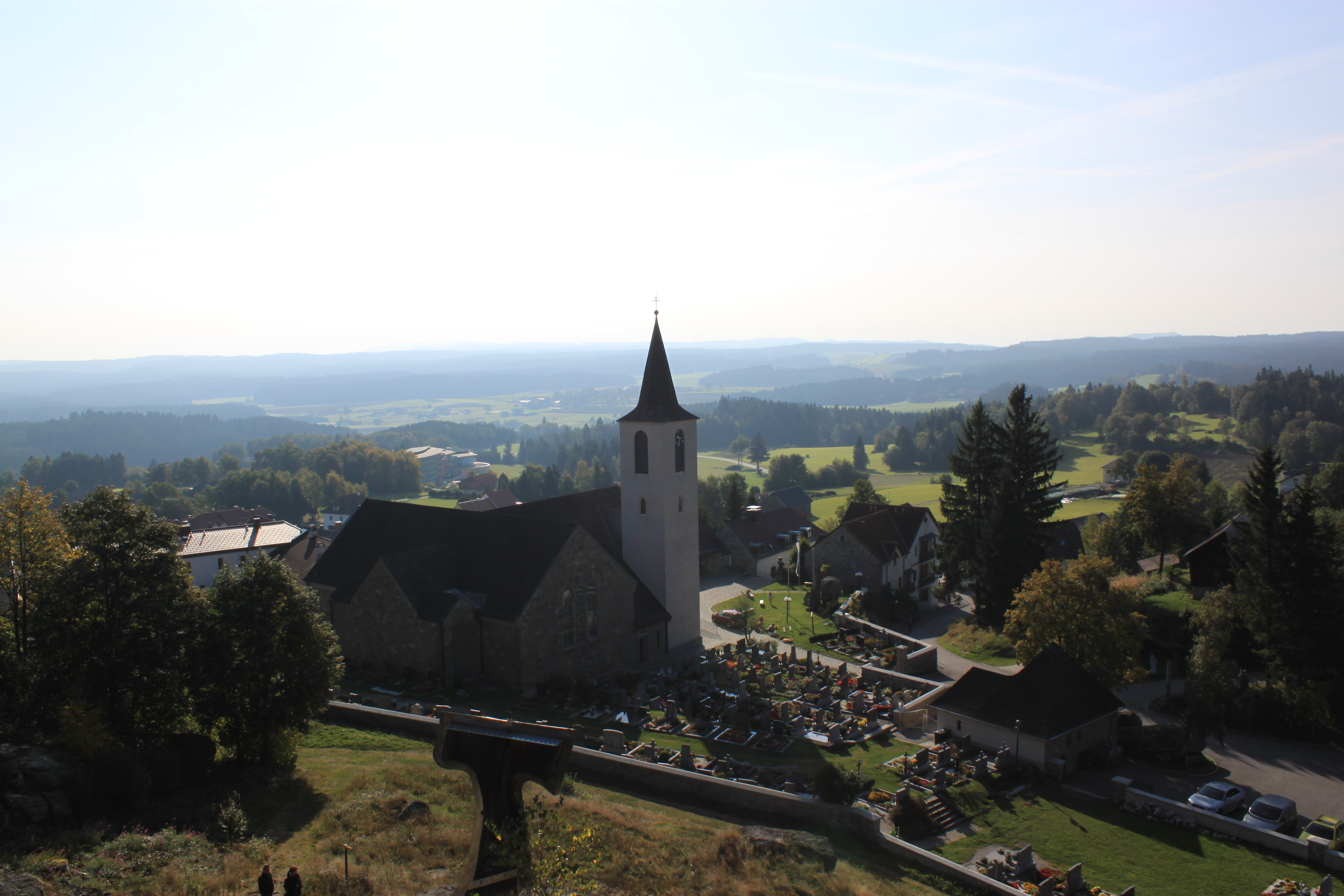
Farní kostel sv. Jiří z Wachsteinu